# Berliner Fußballmeisterschaft des VBB 1900/01
Die Berliner Fußballmeisterschaft des VBB 1900/01 war die vierte unter dem Verband Berliner Ballspielvereine (damals noch unter dem Namen Verband Deutscher Ballspielvereine (VDB) firmierend) ausgetragene Berliner Fußballmeisterschaft.
Die Meisterschaft wurde in einer Gruppe mit sieben Teilnehmern ausgetragen. Der BFC Preußen setzte sich mit drei Punkten vor dem BTuFC Viktoria 89 durch und wurde zum dritten Mal Berliner Fußballmeister des VBB. Eine deutschlandweit ausgetragene Fußballendrunde gab es in dieser Saison noch nicht. Zur kommenden Saison wechselten fünf Vereine aus dem Deutschen Fußball- und Cricket Bund zum VDB.

## Abschlusstabelle
| Pl. | Verein                   | Sp. | S  | U | N  | Tore    | Quote | Punkte |
| --- | ------------------------ | --- | -- | - | -- | ------- | ----- | ------ |
| 1.  | BFC Preussen (M)         | 12  | 10 | 0 | 2  | 071:160 | 4,44  | 20:40  |
| 2.  | BTuFC Viktoria 89        | 12  | 8  | 1 | 3  | 036:190 | 1,89  | 17:70  |
| 3.  | BTuFC Britannia 1892     | 12  | 8  | 0 | 4  | 042:250 | 1,68  | 16:80  |
| 4.  | BFC Fortuna 1894         | 12  | 4  | 3 | 5  | 024:260 | 0,92  | 11:13  |
| 5.  | BFC Germania 1888        | 12  | 4  | 2 | 6  | 020:310 | 0,65  | 10:14  |
| 6.  | BTuFC Union 1892         | 12  | 5  | 0 | 7  | 016:450 | 0,36  | 10:14  |
| 7.  | FV Brandenburg 92 Berlin | 12  | 0  | 0 | 12 | 010:590 | 0,17  | 0:24   |

| (M) | Titelverteidiger |